# リフレイン (cuneの曲)
「リフレイン」は、cuneのメジャー1枚目のシングルである。 

## 概要
メジャー・デビュー・シングル。

## タイアップ
TBS系列「COUNT DOWN TV」EDテーマ。

## 収録曲
全作詞・作曲:小林亮三/編曲:CUNE・佐久間正英
1. リフレイン (3:31)[1]
2. 流れ星 (3:48)[1]
3. 特急列車 (4:03)[1]

## 収録アルバム
- GREAT SPLASH (#1,2)
- BEST 1999-2004 (#1)
- B-side collection (#2,3)